# Quilapayún en Argentina
Quilapayún en Argentina es el tercer álbum en directo oficial de la banda chilena Quilapayún, publicado en 1983. Fue grabado en un concierto realizado en Argentina en noviembre de 1983, fecha en que en Chile todavía estaba presente la dictadura militar.
La continuación de este álbum fue lanzada dos años después, en 1985, bajo el nombre de Quilapayún en Argentina vol. 2.

## Lista de canciones
| N.º | Título                                                                       | Letras                     | Música                      | Duración |  |
| 1.  | «Plegaria a un labrador» (de Quilapayún 4)                                   | Víctor Jara                | Víctor Jara                 |          |  |
| 2.  | «Contraste» (de Adelante)                                                    | instrumental               | Eduardo Carrasco 1          |          |  |
| 3.  | «Luz negra» (de La revolución y las estrellas)                               | Eduardo Carrasco           | Eduardo Carrasco            |          |  |
| 4.  | «Tío Caimán» (de Quilapayún 4 y La marche...)                                | A. Chang Mari              | A. Chang Mari               |          |  |
| 5.  | «Discurso del pintor Roberto Matta» (de Umbral)                              | Roberto Matta              | Eduardo Carrasco            |          |  |
| 6.  | «La carta» (de Basta)                                                        | Violeta Parra              | Violeta Parra               |          |  |
| 7.  | «Pido castigo» (de Adelante)                                                 | Pablo Neruda               | Eduardo Carrasco 2          |          |  |
| 8.  | «Vals de Colombes» (de Patria)                                               | instrumental               | Eduardo Carrasco 1          |          |  |
| 9.  | «La muralla» (de Basta)                                                      | Nicolás Guillén            | Quilapayún                  |          |  |
| 10. | «Malembe» (de Adelante)                                                      | Quilapayún                 | popular cubano & Quilapayún |          |  |
| 11. | «El pueblo unido jamás será vencido» (de El pueblo unido jamás será vencido) | Sergio Ortega & Quilapayún | Sergio Ortega               |          |  |

Notas
1 Arreglos por Quilapayún.
2 Arreglos por Sergio Ortega y recitante Denis Manuel.

## Créditos
Quilapayún1
- Eduardo Carrasco2
- Carlos Quezada
- Willy Oddó
- Hernán Gómez
- Rodolfo Parada
- Hugo Lagos
- Guillermo García
- Ricardo Venegas

1 : Patricio Wang, integrante de la banda en ese entonces, no participó en este álbum.

2 : como director musical, no como intérprete.